# Рохат (футбольный клуб)
«Рохат» — бывший узбекистанский футбольный клуб из городского поселка Кибрай Ташкентского вилоята. Основан не позднее 1993 года.

## Названия
- 1994-1995 — Маданият.
- 1996-2000 — Рохат.

## История
В 1995-2000 годах выступал в Первой лиге чемпионата Узбекистана, где в сезоне-1999 занял 6-е место.

## Достижения
- 6-е место в Первой лиге (1999).